# 魏觀
魏观（1305年—1374年），字杞山，湖广武昌路蒲圻县人。苏州府知府任內，將衙門修建在張士誠宮殿的遺址上，被朱元璋指責為不忠，斬首，史称「魏观案」。

## 簡介
元末隐居蒲山，湖广行省左丞吕思诚曾推荐他到朝廷做官，但魏观力辞不就。元至正二十四年（1364年），朱元璋攻克武昌，聘他做国子助教，再迁浙江按察司佥事。吴元年（1367年），迁两淮都转运使。入为起居注。奉命偕吳琳以币帛求遗贤于四方。
洪武元年（1368年），建大本堂，命侍太子说书及授诸王经。未几，又命偕文原吉、詹同、吴辅、赵寿等分行天下，访求遗才，所举多擢用。洪武三年（1370年），转太常卿，考订诸祀典。称旨，改侍读学士，寻迁祭酒。洪武四年（1371年），坐考祀孔子礼不以时奏，谪知龙南县，旋召为礼部主事。
洪武五年（1372年），廷臣推荐魏观有才，出任苏州府知府。前任知府陈宁苛刻，人送外号“陈烙铁”。魏观尽改陈宁所为，以明教化、正风俗为治。建黉舍。聘周南老、王行、徐用诚，与教授贡颍之定学仪；王彝、高启、张羽订经史；耆民周寿谊、杨茂、林文友行乡饮酒礼。政化大行，课绩为天下最。洪武六年（1373年），擢四川行省参知政事。未行，以部民乞留，命还任。
洪武七年（1374年），发生魏观案。在朱元璋任命魏观为苏州知府的同时，他还派自己淮西起事时的老部下蔡本担任苏州卫指挥使，以便互相监督。蔡本与魏观不和。在朱元璋登基之前，张士诚把苏州的官府改为宫殿，而把府治衙門迁到都水行司。魏观上任后，觉得都水行司地方狭小，不方便办公，于是又把衙門迁回原址。又浚锦帆泾，兴水利。于是蔡本借机诬陷魏观“兴既灭之基”。朱元璋派御史张度访查，张度也与魏观不和，遂被诛。受牵连的还有高启及王彝，史称「魏观案」。后来朱元璋也后悔，命归葬故里。